# Andrea Seastrand

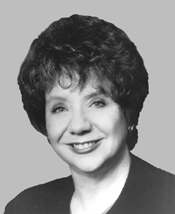
Andrea Seastrand

Andrea Seastrand (* 5. August 1941 in Chicago, Illinois) ist eine US-amerikanische Politikerin. Zwischen 1995 und 1997 vertrat sie den Bundesstaat Kalifornien im US-Repräsentantenhaus.

## Werdegang
Andrea Seastrand besuchte bis 1963 die DePaul University. In den folgenden Jahren arbeitete sie als Grundschullehrerin. Gleichzeitig begann sie als Mitglied der Republikanischen Partei eine politische Laufbahn. Sie wurde Präsidentin der Vereinigung der republikanischen Frauen in Kalifornien. 1965 heiratete sie den Börsenmakler Eric Seastrand. Dieser wurde 1982 in die California State Assembly gewählt. Nach seinem Tod im Jahr 1990 wurde seine Frau zu seiner Nachfolgerin in diese Parlamentskammer gewählt, der sie bis 1994 angehörte.
Bei den Kongresswahlen des Jahres 1994 wurde Seastrand im 22. Wahlbezirk von Kalifornien in das US-Repräsentantenhaus in Washington, D.C. gewählt, wo sie am 3. Januar 1995 die Nachfolge von Michael Huffington antrat. Da sie im Jahr 1996 nicht bestätigt wurde, konnte sie bis zum 3. Januar 1997 nur eine Legislaturperiode im Kongress absolvieren. Heute ist sie Direktorin der Non-Profit-Organisation California Space Authority sowie kalifornische Delegierte bei der Aerospace States Association.